# Eğerci

Weitaufnahme von Eğerci

Eğerci ist eine Stadt mit eigener Verwaltung und gehört zum Landkreis Devrek der türkischen Provinz Zonguldak. 
Eğerci bekam im Jahre 1986 den Stadtstatus und hat 2.019 Einwohner (65 % männlich und 35 % weiblich, Stand 2008). Im Zentrum befinden sich die drei Stadtviertel Merkez Mahallesi, Eski Eğerci Mahallesi und Karşıyaka. Im Stadtviertel Karşıyaka gibt es vier Wohnsiedlungen: Çıvaklar, Dereköy, Çömezler und Boduroğlu. An die Stadtverwaltung sind auch 19 umliegende Dörfer angeschlossen. Die Kreishauptstadt Devrek ist 28 km entfernt. 
Eğerci wird seit dem 27. November 2005 mittels Videokamera ganztägig von der Gendarmerie überwacht.

## Wirtschaft
Die vor Ort ansässige Firma Emiroğlu Tekstil ist mit ca. 180 Beschäftigten größter Arbeitgeber der Stadt.

## Tourismus
Im Nationalpark von Devrek kann man Wildschweine jagen.
Auch Fischen in den Bächen ist möglich.
Auf den Hochebenen gibt es diverse jährliche Feste, die jeweils in der letzten Juniwoche gefeiert werden:
- Gölcük, 1400 m, von Eğerci Zentrum: 14 km (nur 5 km Asphalt)
- Orta yayla, 1480 m, von Eğerci Zentrum: 16 km (nur 5 km Asphalt)
- Kızılcaören, 1420 m, von Eğerci Zentrum 18 km.
- Kızkulak, 1650 m, Eğerci Zentrum 19 km (3 km zu Fuß)